# Tränenbeinhöhle
Die Tränenbeinhöhle (Sinus lacrimalis) ist eine Nasennebenhöhle, die sich in das Tränenbein erstreckt. Sie ist nicht bei allen Säugetieren ausgebildet, auch beim Menschen fehlt sie. Wie alle Nasennebenhöhlen ist sie ein von Nasenschleimhaut ausgekleideter, luftgefüllter Hohlraum, der sich zwischen die beiden Platten dieses Schädelknochens einschiebt.
Die Tränenbeinhöhle hat bei Rindern Anschluss an die Kieferhöhle, steht also nicht direkt mit dem mittleren Nasengang in Verbindung. Bei Ziegenartigen hat sie entweder direkten Anschluss an die Nasenhöhle oder indirekt über die Stirnhöhle. 